# Nyassachromis
Nyassachromis – rodzaj słodkowodnych ryb okoniokształtnych z rodziny pielęgnicowatych (Cichlidae).

## Występowanie
Gatunki endemiczne jeziora Malawi w Afryce.

## Klasyfikacja
Gatunki zaliczane do tego rodzaju:
- Nyassachromis boadzulu
- Nyassachromis breviceps
- Nyassachromis leuciscus
- Nyassachromis microcephalus
- Nyassachromis nigritaeniatus
- Nyassachromis prostoma
- Nyassachromis purpurans
- Nyassachromis serenus

Gatunkiem typowym jest Haplochromis breviceps.